# Nicole de Boerová
Nicole de Boerová (* 20. prosince 1970 Toronto, Ontario) je kanadská herečka.
Poprvé se na televizní obrazovce objevila již ve svých 11 letech v televizním filmu Freddy the Freeloader's Christmas Dinner. Na konci 80. a v průběhu první poloviny 90. let 20. století byla obsazovaná do epizodních rolí v různých seriálech (např. The Kids in the Hall či Věčný rytíř) a filmech (jako Prom Night IV: Deliver Us from Evil nebo Banda na výletě). Její první větší rolí byla postava Yuny v seriálu Deepwater Black, dále si zahrála např. ve snímku Kostka a v seriálu Krajní meze. V letech 1998 a 1999 se objevila jako poradkyně Ezri Dax v sedmé sezóně sci-fi seriálu Star Trek: Stanice Deep Space Nine. V prvním desetiletí 21. století hrála např. ve filmu Suck a dále měla velkou roli Sarah Bannermanové v seriálu Mrtvá zóna.
V roce 1999 se vdala za zpěváka a kytaristu Johna Kastnera, se kterým má dceru.